# Nara (Mali)
Nara è un comune rurale del Mali, capoluogo del circondario omonimo, nella regione di Koulikoro.